# Girl Happy (álbum)
Girl Happy es el vigésimo segundo álbum de estudio del músico y cantante estadounidense Elvis Presley, publicado por la compañía discográfica RCA Victor en marzo de 1965. El álbum fue grabado en sesiones que tuvieron lugar en los Radio Recorders de Hollywood los días 10, 11 y 12 de junio de 1965, con sobregrabaciones realizadas el 15 del mismo mes. Alcanzó el puesto ocho en la lista estadounidense Billboard 200 y fue certificado como disco de oro por la RIAA en 1999.

## Contenido
Excluyendo el recopilatorio Elvis' Golden Records Volume 3, Girl Happy fue el sexto álbum que sirvió como banda sonora a una película. Once canciones fueron grabadas y utilizadas en el álbum, con «The Meanest Girl in Town» originalmente publicada como «Yeah, She's Evil!» por Bill Haley & His Comets en julio de 1964. Un error en la masterización produjo que la voz de Presley estuviese más acelerada en varias grabaciones, especialmente en el tema que dio título al álbum. RCA finalmente publicó una versión corregida de la canción en el recopilatorio Collectors Gold from the Movie Years.
«Do the Clam» fue publicada un mes antes del álbum como sencillo y alcanzó el puesto 21 en la lista Billboard Hot 100, donde se mantuvo durante ocho semanas. Su cara B, un tema titulado «You'll Be Gone», compuesto por Presley junto a Red West y Charlie Hodge, procedía de las sesiones del álbum Pot Luck. Variante del clásico de Cole Porter «Begin the Beguine», la nueva canción fue redactada utilizando la melodía de Porter y la letra como plantilla.
A finales de 1965, RCA publicó la banda sonora de la tercera película grabada por Elvis el mismo año, Harum Scarum. Debido al hecho de que ninguna de las canciones de la banda sonora tenían potencial como sencillo, RCA escogió «Puppet on a String» como sencillo para el mercado navideño. Aunque había estado disponible anteriormente en la banda sonora de Girl Happy, la canción entró en la lista Billboard Hot 100 en el puesto catorce.

## Lista de canciones
| Cara A |                                       |                                        |          |  |
| N.º    | Título                                | Escritor(es)                           | Duración |  |
| 1.     | «Girl Happy»                          | Doc Pomus, Norman Meade                | 2:07     |  |
| 2.     | «Spring Fever»                        | Bernie Baum, Bill Giant, Florence Kaye | 1:52     |  |
| 3.     | «Fort Lauderdale Chamber of Commerce» | Sid Tepper, Roy C. Bennett             | 1:32     |  |
| 4.     | «Startin' Tonight»                    | Lenore Rosenblatt, Victor Millrose     | 1:19     |  |
| 5.     | «Wolf Call»                           | Bernie Baum, Bill Giant, Florence Kaye | 1:26     |  |
| 6.     | «Do Not Disturb»                      | Bernie Baum, Bill Giant, Florence Kaye | 1:52     |  |

| Cara B |                                  |                                        |          |  |
| N.º    | Título                           | Escritor(es)                           | Duración |  |
| 1.     | «Cross My Heart and Hope to Die» | Ben Weisman, Sid Wayne                 | 1:55     |  |
| 2.     | «The Meanest Girl in Town»       | Joy Byers                              | 1:55     |  |
| 3.     | «Do the Clam»                    | Ben Weisman, Dolores Fuller, Sid Wayne | 3:20     |  |
| 4.     | «Puppet on a String»             | Sid Tepper and Roy C. Bennett          | 2:39     |  |
| 5.     | «I've Got to Find My Baby»       | Joy Byers                              | 1:35     |  |
| 6.     | «You'll Be Gone»                 | Elvis Presley, Charlie Hodge, Red West | 2:23     |  |

## Personal
- Elvis Presley — voz
- The Jordanaires — coros
- The Jubilee Four, The Carole Lombard Trio — coros (en "Do the Clam" y "Wolf Call")
- Boots Randolph — saxofón
- Scotty Moore, Tommy Tedesco — guitarra eléctrica
- Tiny Timbrell - guitarra acústica
- Floyd Cramer — piano
- Bob Moore — contrabajo
- D. J. Fontana, Buddy Harman, Frank Carlson — batería

## Posición en listas
| País           | Lista                | Posición |
| -------------- | -------------------- | -------- |
| Estados Unidos | Billboard Pop Albums | 8        |